# Peter Hyballa
Peter Hyballa (Bocholt, 5 december 1975) is een Duits voetbaltrainer. 

## Trainerscarrière
Hyballa werd geboren als zoon van een Nederlandse moeder en een Duitse vader. Hij voetbalde nooit op niveau, maar begon al snel met zijn trainerscarrière. Vanaf 1993 was hij actief in de jeugdopleidingen van Borussia Bocholt, 1. FC Bocholt, SC Münster 08, SC Preußen Münster, DSC Arminia Bielefeld. In 2002 ging hij aan de slag bij Ramblers Windhoek, een club in Namibië. Na een jaar keerde Hyballa weer terug naar Duitsland, waar hij achtereen de –17 en –19 van VfL Wolfsburg onder zijn leiding had. Daarna was hij drie jaar actief als coach van de jeugd van Borussia Dortmund. Hier verloor hij de finale van het jeugdkampioenschap van de leeftijdsgenoten van 1. FSV Mainz 05.
In april 2010 ondertekende Hyballa een contract bij Rot-Weiss Essen, waar hij hoofdtrainer zou worden. Vanwege problemen met de licentie van de club, vertrok hij echter begin juni weer uit Essen. Later die maand tekende hij daarop bij Alemannia Aachen. Na anderhalf jaar werd hij samen met assistent Eric van der Luer ontslagen door de clubleiding.
Na zijn ontslag in Aken werd Hyballa in januari 2012 trainer van de jeugd van Red Bull Salzburg. Na een half jaar vertrok hij om voor twee jaar te tekenen als hoofdtrainer bij Sturm Graz. Daar hield de Duitser het vol tot april 2013, toen hij door de club werd ontslagen. Voor aanvang van het seizoen 2013/14 werd hij samen met Sascha Lewandowski aangesteld als co-trainer van Bayer Leverkusen. Zij werden later opgevolgd door Sami Hyypiä, waarna Hyballa de onder-19 jeugd onder zijn leiding nam. Later liet hij weten de club bij het einde van zijn contract in juni 2016 te verlaten.
In mei 2016 was hij volgens de Gelderlander in beeld om bij N.E.C. de opvolger te worden van de naar FC Groningen vertrekkende Ernest Faber. Ruim een week later werd hij gepresenteerd als de nieuwe hoofdtrainer van de Nijmeegse Eredivisionist. Hij ondertekende een contract tot medio 2018. Hyballa stond in Nederland bekend als een van de eerste laptoptrainers. Hij viel op door zijn fanatieke manier van coachen, zijn uitspraken voor de camera en gedrag langs de lijn. Hyballa wist de ploeg in de eerste seizoenshelft in de middenmoot te houden, maar raakte na de winterstop in vrije val. Desondanks zinspeelde de club op contractverlenging, waarbij ze Hyballa's omgang met zijn spelers, persoonlijkheid en gedrevenheid prezen. Nadat de ploeg na aanhoudende nederlagen in de degradatiezone terecht was gekomen, bood het bestuur hem in april 2017 aan een ervaren trainer naast hem te zetten. Hyballa weigerde het aanbod, dat hij zag als 'paniekvoetbal'. Op 22 april werd de ploeg, na een nederlaag tegen Excelsior, opgewacht door boze supporters. Hyballa richtte namens de club het woord tot de supporters en wist de situatie te keren. Twee dagen later, op 24 april, besloot de club echter alsnog om Hyballa te ontslaan, om een mogelijke degradatie te voorkomen. Als reden gaf de club de reeks van twaalf nederlagen in dertien wedstrijden. Uiteindelijk sluit N.E.C. de reguliere competitie af op een zestiende plaats en moet nacompetitie spelen. In de uitwedstrijd van de nacompetitie-finale werd met 1-0 van NAC Breda verloren. In de thuiswedstrijd verloor NEC met 1–4 van NAC, waardoor NEC naar de Eerste divisie degradeerde.
De DFB maakte in mei 2018 bekend dat Hyballa docent zou zijn worden op de Duitse trainersopleiding. In juli 2018 verbrak hij het contract echter alweer, nadat hij werd aangesteld als hoofdtrainer van de Slowaakse club DAC 1904 Dunajská Streda. Daar werd hij in januari 2020 ontslagen vanwege onenigheid over een contractverlenging. Op 3 februari 2020 werd hij aangesteld als hoofdtrainer van NAC Breda in de Eerste divisie, als opvolger van de ontslagen Ruud Brood. Hij tekende een contract voor de duur van anderhalf jaar. Vanwege een conflict met technisch manager Tom Van Den Abbeele moest hij na vijf maanden alweer vertrekken.
Op 2 december 2020 werd Hyballa aangesteld als hoofdtrainer van Wisła Kraków dat uitkomt in de Ekstraklasa. Hij tekende een contract tot 30 juni 2022. Op 14 mei 2021 werd zijn contract ontbonden bij de Poolse ploeg die op dat moment op een veertiende plaats in de Ekstraklasa stond. Op 24 mei 2021 ondertekende Hyballa een tweejarig contract met ingang van het seizoen 2021/22 als hoofdtrainer bij het Deense Esbjerg fB dat uitkomt in de 1. division. De Deense club liet hij in augustus weer achter zich, na kritiek vanuit de spelersgroep. Op 20 september 2021 werd hij als opvolger van Petr Ruman aangesteld als hoofdtrainer bij Türkgücü München, dat uitkomt in de 3. Liga. Nadat de club van plaats 9 bij zijn aanstelling naar plaats 16 gezakt was, werd Hyballa na twee maanden ontslagen. In juni 2022 ging Hyballa aan de slag als trainer van AS Trenčín. Na twee wedstrijden, een gelijkspel en een nederlaag, besloten club en trainer 'met wederzijds goedvinden' uit elkaar te gaan.
In januari 2023 keerde hij terug bij NAC Breda, waar hij een contract voor een half seizoen tekende. In april 2023 werd zijn contract met een jaar verlengd tot de zomer van 2024. Op 13 september 2023 werd Hyballa ontslagen bij NAC. Hij werd in zijn functie opgevolgd door Ton Lokhoff.
Op 30 juni 2024 werd Hyballa aangesteld als trainer van het Zuid-Afrikaanse Sekhukhune United FC. Begin augustus kwam in de media dat spelers ontevreden waren over zijn manier van werken. Op 10 augustus 2024 nam hij, zonder dat hij een officiële wedstrijd gecoacht had, ontslag nadat de clubeigenaren afgeperst werden met video-opnamen van vermeend prostitutiebezoek van Hyballa.